# Sematophyllum brotheri
Sematophyllum brotheri är en bladmossart som beskrevs av Iwatsuki och Benito C. Tan 1977. Sematophyllum brotheri ingår i släktet Sematophyllum och familjen Sematophyllaceae. Inga underarter finns listade i Catalogue of Life.